# ناتالي ميرشانت
ناتالي ميرشانت (بالإنجليزية: Natalie Merchant)‏ (و. 1963  م) هي مغنية مؤلفة، ومغنية، وموسيقية، وملحنة، وعازفة بيانو أمريكية، ولدت في جيمز تاون، تستخدم آلات فيبرافون، وبيانو.

## التعليم
تعلمت في Jamestown Community College ‏.

## وصلات خارجية
- ناتالي ميرشانت على موقع IMDb (الإنجليزية)
- ناتالي ميرشانت على موقع ميوزك برينز (الإنجليزية)
- ناتالي ميرشانت على موقع رولينغ ستون (الإنجليزية)
- ناتالي ميرشانت على موقع قاعدة بيانات برودواي على الإنترنت (الإنجليزية)
- ناتالي ميرشانت على موقع إن إن دي بي (الإنجليزية)
- ناتالي ميرشانت على موقع أول ميوزيك (الإنجليزية)
- ناتالي ميرشانت على موقع ديسكوغز (الإنجليزية)
- ناتالي ميرشانت على موقع قاعدة بيانات الفيلم (الإنجليزية)
- ناتالي ميرشانت في قاعدة بيانات الأفلام على الإنترنت